# Leichtathletik-Weltmeisterschaften 2015/1500 m der Frauen

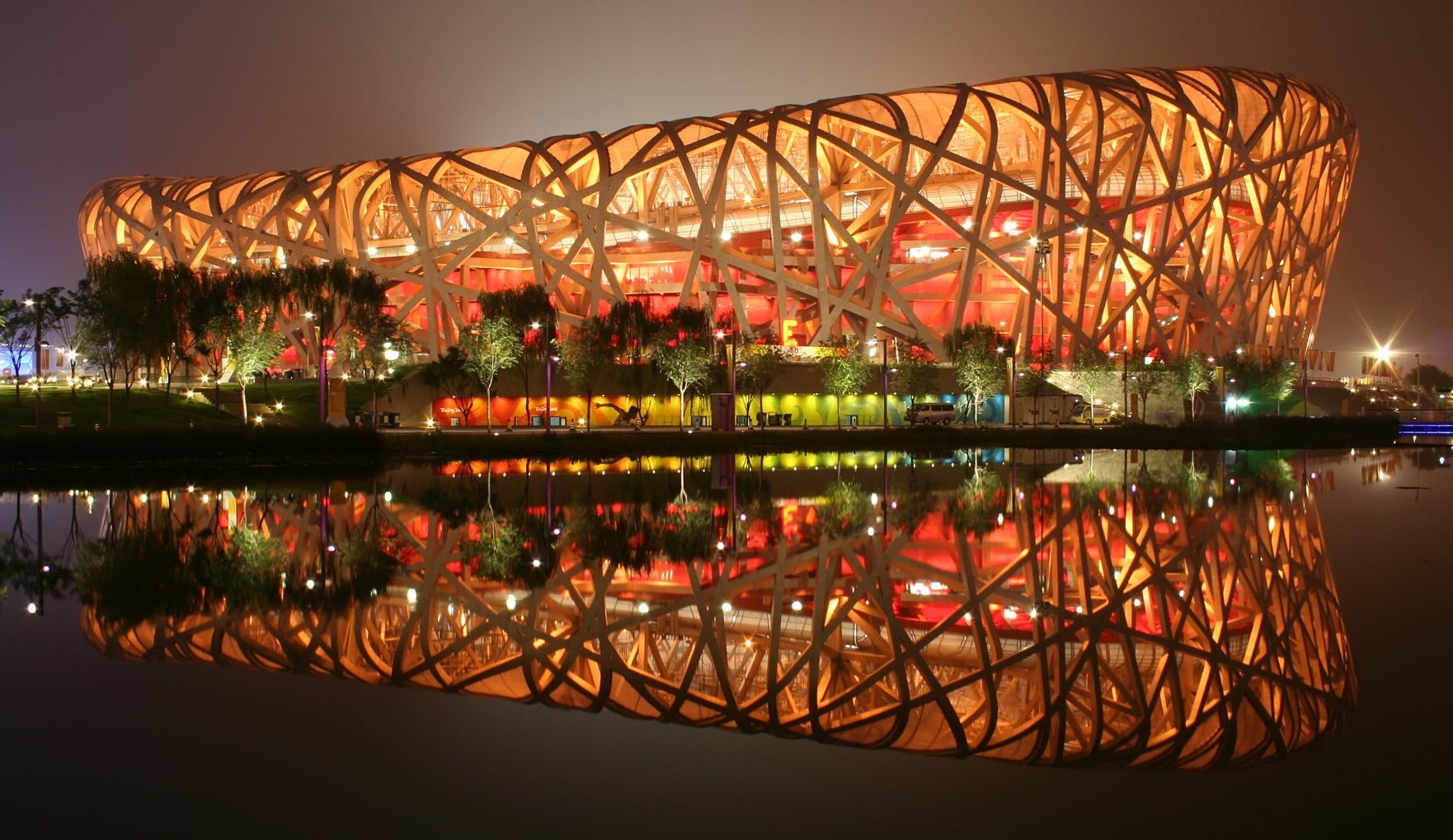
Das Nationalstadion Peking während der Weltmeisterschaften

Der 1500-Meter-Lauf der Frauen bei den Leichtathletik-Weltmeisterschaften 2015 wurde am 22., 23. und 25. August 2015 im Nationalstadion der chinesischen Hauptstadt Peking ausgetragen.
Weltmeisterin wurde die Äthiopierin Genzebe Dibaba, die im Jahr zuvor Vizeafrikameisterin über 5000 Meter war und hier in Peking fünf Tage später Bronze über 5000 Meter gewann. Sie gewann vor der Kenianerin Faith Kipyegon. Bronze ging an die amtierende Europameisterin Sifan Hassan aus den Niederlanden, die 2014 auch Vizeeuropameisterin über 5000 Meter war.

## Bestehende Rekorde
| Weltrekord | noch nicht von der IAAF ratifiziert | Genzebe Dibaba     | 3:50,07 min | Monaco      | 17. Juli 2015      |
| Weltrekord | zu Beginn der WM noch offiziell     | Qu Yunxia          | 3:50,46 min | Peking      | 11. September 1993 |
| WM-Rekord  |                                     | Tatjana Tomaschowa | 3:58,52 min | WM in Paris | 31. August 2003    |

Der bestehende WM-Rekord wurde bei diesen Weltmeisterschaften nicht eingestellt und nicht verbessert. Die Rennen wurden in mäßigem Tempo gelaufen und waren alleine auf den Spurt zugeschnitten. Die schnellste Zeit wurde mit 4:02,59 min im dritten Vorlauf durch die spätere Weltmeisterin Genzebe Dibaba erzielt.
Es wurde ein Landesrekord aufgestellt:

4:08,31 min – Muriel Coneo (Kolumbien), erster Vorlauf

## Vorläufe
Aus den drei Vorläufen qualifizierten sich die jeweils sechs Ersten jedes Laufes – hellblau unterlegt – und zusätzlich die sechs Zeitschnellsten – hellgrün unterlegt – für das Halbfinale.

### Lauf 1

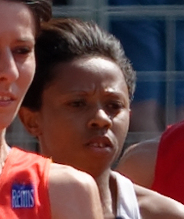
Eliane Saholinirina – ausgeschieden als Zwölfte in 4:19,54 min

22. August 2015, 11:15 Uhr Ortszeit (5:15 Uhr MESZ)
| Platz | Name                | Land                         | Zeit (min) |
| ----- | ------------------- | ---------------------------- | ---------- |
| 1     | Besu Sado           | Äthiopien                    | 4:05,39    |
| 2     | Laura Muir          | Großbritannien               | 4:05,53    |
| 3     | Nancy Chepkwemoi    | Kenia                        | 4:05,65    |
| 4     | Shannon Rowbury     | USA                          | 4:05,66    |
| 5     | Betlhem Desalegn    | Vereinigte Arabische Emirate | 4:05,73    |
| 6     | Anna Schtschagina   | Russland                     | 4:05,78    |
| 7     | Lauren Johnson      | USA                          | 4:05,79    |
| 8     | Malika Akkaoui      | Marokko                      | 4:05,85    |
| 9     | Renata Pliś         | Polen                        | 4:05,89    |
| 10    | Muriel Coneo        | Kolumbien                    | 4:08,31 NR |
| 11    | Melissa Duncan      | Australien                   | 4:09,29    |
| 12    | Eliane Saholinirina | Madagaskar                   | 4:19,54 SB |

### Lauf 2

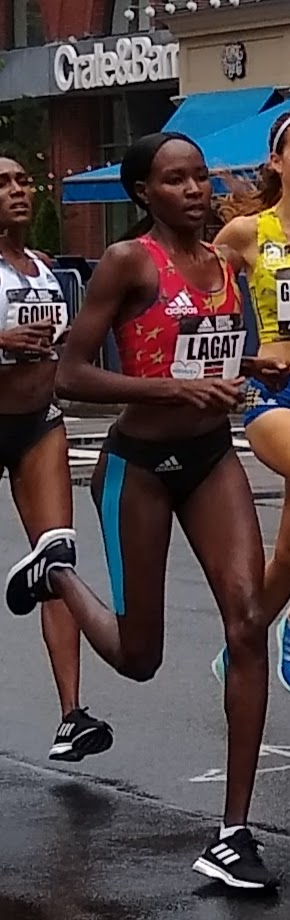
Viola Cheptoo Lagat – ausgeschieden als Siebte in 4:12,15 min
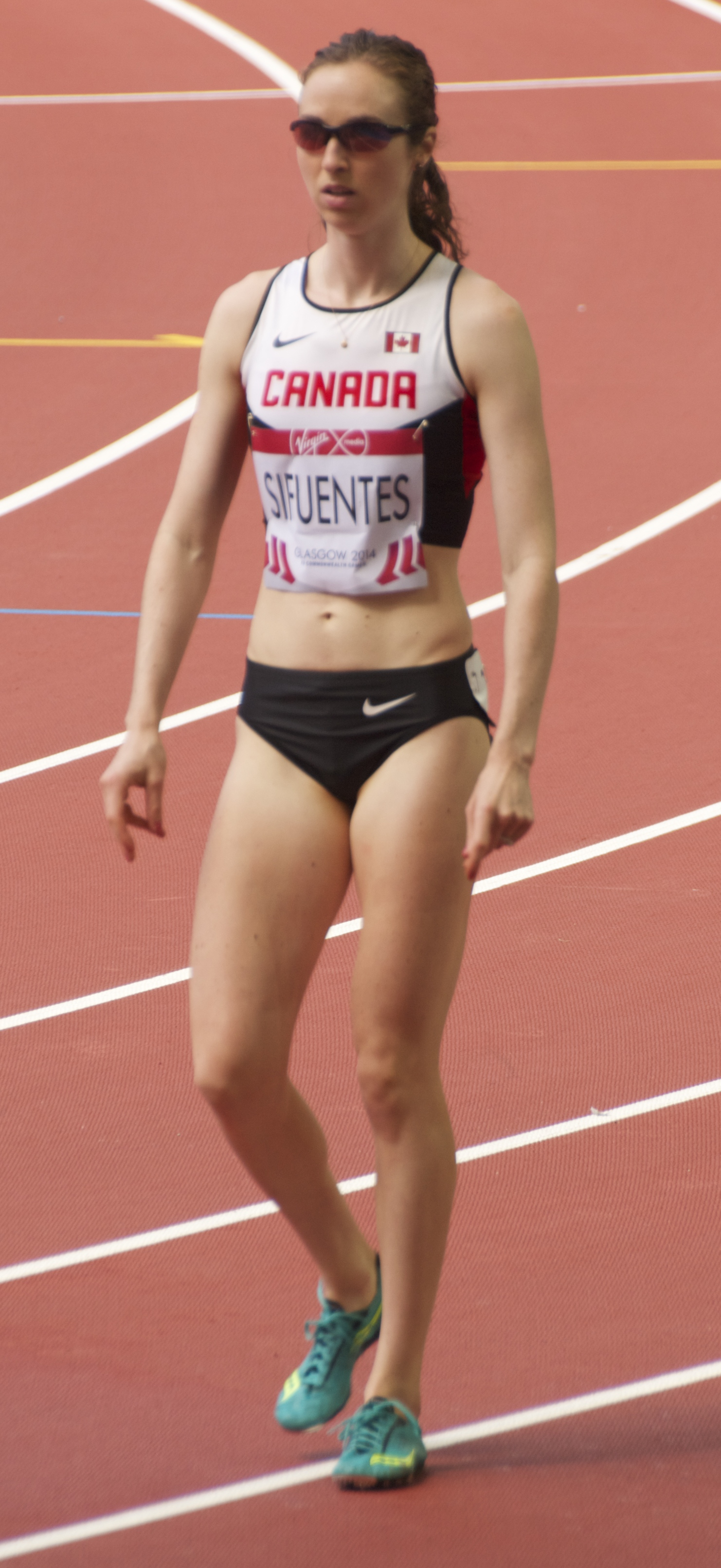
Nicole Sifuentes – ausgeschieden als Achte in 4:12,82 min
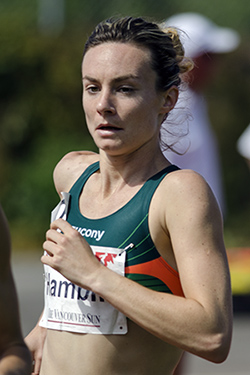
Nikki Hamblin – ausgeschieden als Neunte in 4:16,65 min

22. August 2015, 11:26 Uhr Ortszeit (5:26 Uhr MESZ)
| Platz | Name                | Land        | Zeit (min) |
| ----- | ------------------- | ----------- | ---------- |
| 1     | Sifan Hassan        | Niederlande | 4:09,52    |
| 2     | Dawit Seyaum        | Äthiopien   | 4:09,64    |
| 3     | Abeba Aregawi       | Schweden    | 4:10,77    |
| 4     | Tatjana Tomaschowa  | Russland    | 4:10,79    |
| 5     | Jennifer Simpson    | USA         | 4:10,91    |
| 6     | Angelika Cichocka   | Polen       | 4:11,08    |
| 7     | Viola Cheptoo Lagat | Kenia       | 4:12,15    |
| 8     | Nicole Sifuentes    | Kanada      | 4:12,82    |
| 9     | Nikki Hamblin       | Neuseeland  | 4:16,65    |
| 10    | Heidi See           | Australien  | 4:20,65    |
| 11    | Amina Bakhit        | Sudan       | 4:22,49 SB |
| DNF   | Siham Hilali        | Marokko     |            |

### Lauf 3

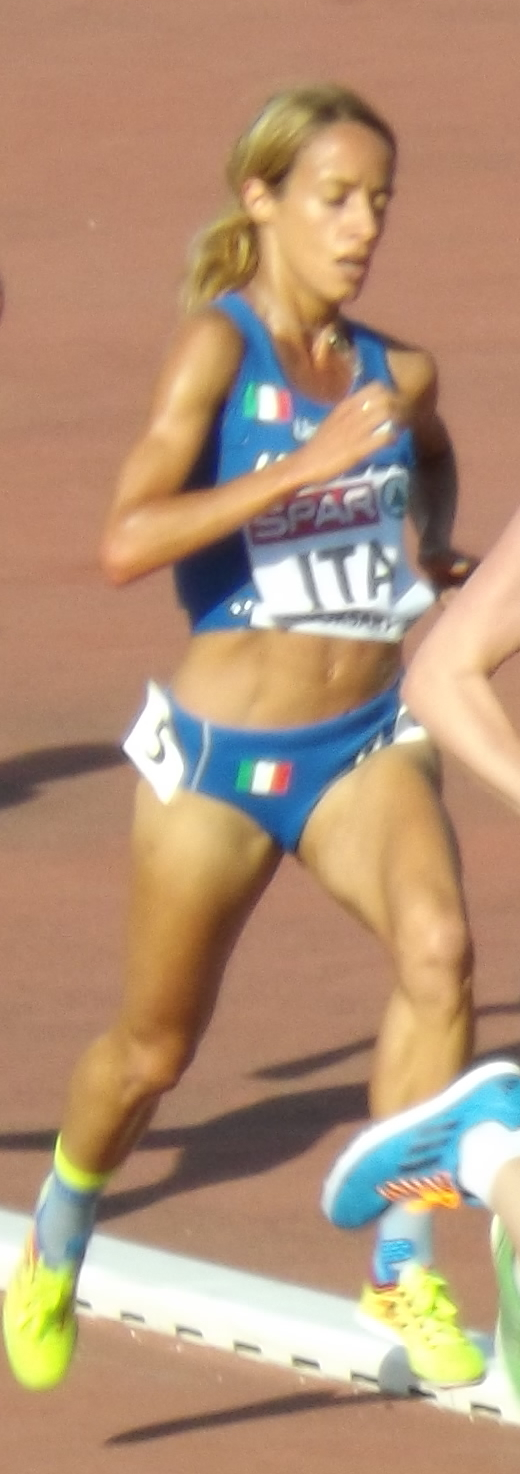
Margherita Magnani – ausgeschieden als Neunte in 4:09,06 min
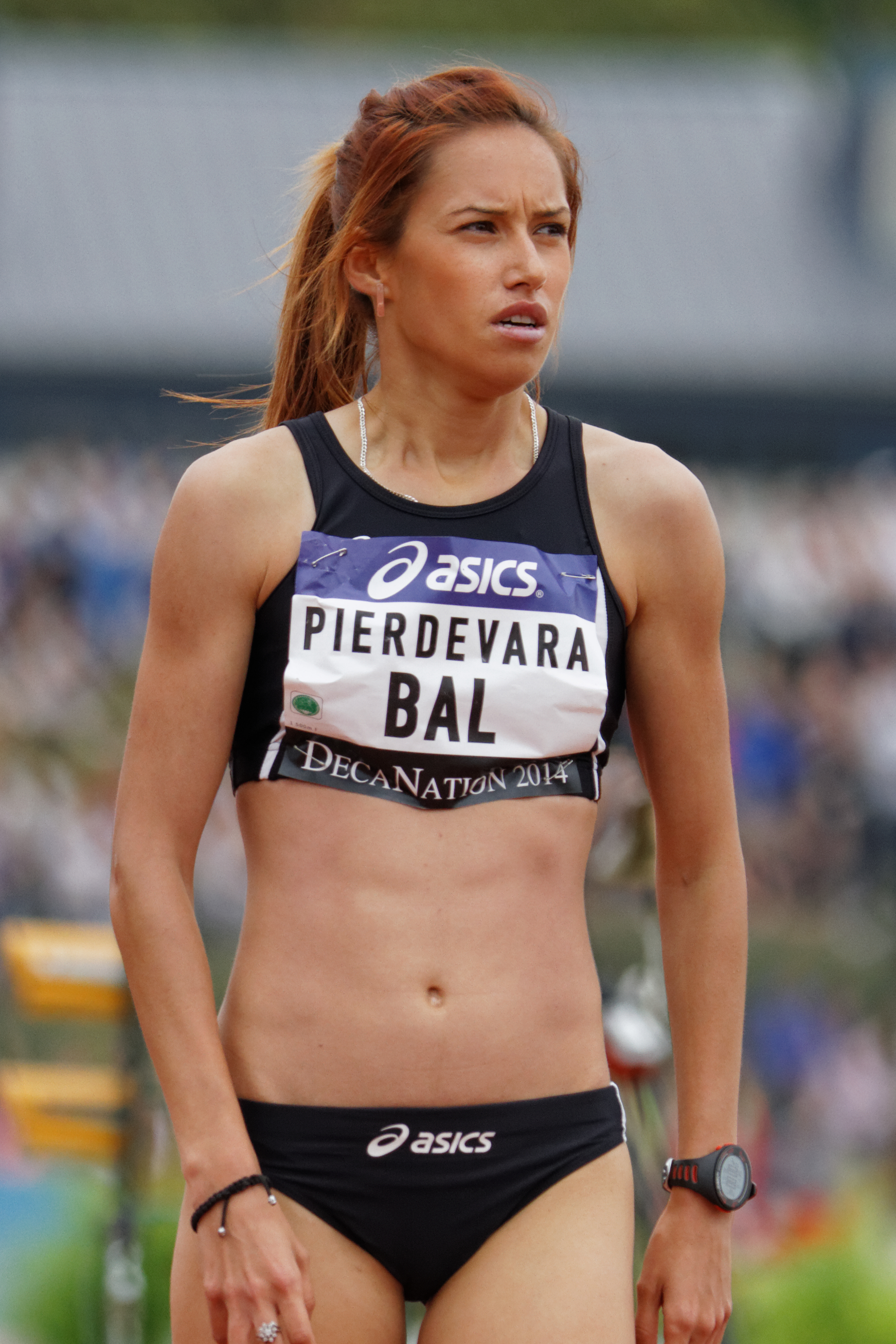
Luiza Geg – ausgeschieden als Zehnte in 4:09,36 min

22. August 2015, 11:37 Uhr Ortszeit (5:37 Uhr MESZ)
| Platz | Name               | Land           | Zeit (min) |
| ----- | ------------------ | -------------- | ---------- |
| 1     | Genzebe Dibaba     | Äthiopien      | 4:02,59    |
| 2     | Faith Kipyegon     | Kenia          | 4:02,77    |
| 3     | Rababe Arafi       | Marokko        | 4:04,17    |
| 4     | Maureen Koster     | Niederlande    | 4:05,55    |
| 5     | Amela Terzić       | Serbien        | 4:06,07    |
| 6     | Laura Weightman    | Großbritannien | 4:06,13    |
| 7     | Kerri Gallagher    | USA            | 4:06,34    |
| 8     | Sofia Ennaoui      | Polen          | 4:06,94    |
| 9     | Margherita Magnani | Italien        | 4:09,06    |
| 10    | Luiza Gega         | Albanien       | 4:09,36    |
| 11    | Florina Pierdevară | Rumänien       | 4:13,76    |

## Halbfinale
Aus den beiden Halbfinalläufen qualifizierten sich die fünf Ersten jedes Laufes – hellblau unterlegt – und zusätzlich die beiden Zeitschnellsten – hellgrün unterlegt – für das Finale.

### Lauf 1
23. August 2015, 20:45 Uhr Ortszeit (14:45 Uhr MESZ)
| Platz | Name              | Land                         | Zeit (min) |
| ----- | ----------------- | ---------------------------- | ---------- |
| 1     | Sifan Hassan      | Niederlande                  | 4:15,38    |
| 2     | Dawit Seyaum      | Äthiopien                    | 4:15,46    |
| 3     | Abeba Aregawi     | Schweden                     | 4:15,90    |
| 4     | Malika Akkaoui    | Marokko                      | 4:16,61    |
| 5     | Shannon Rowbury   | USA                          | 4:16,64    |
| 6     | Sofia Ennaoui     | Polen                        | 4:16,70    |
| 7     | Besu Sado         | Äthiopien                    | 4:17,17    |
| 8     | Kerri Gallagher   | USA                          | 4:17,63    |
| 9     | Anna Schtschagina | Russland                     | 4:17,82    |
| 10    | Betlhem Desalegn  | Vereinigte Arabische Emirate | 4:17,92    |
| 11    | Nancy Chepkwemoi  | Kenia                        | 4:18,15    |
| DNS   | Laura Weightman   | Großbritannien               |            |

Im ersten Halbfinale ausgeschiedene Läuferinnen:

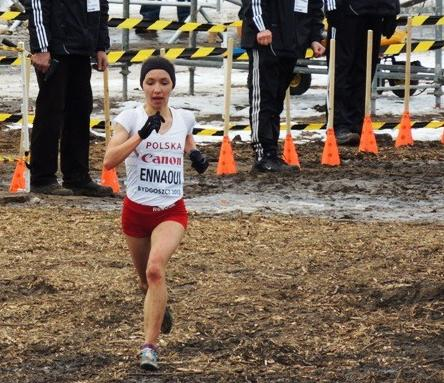
Sofia Ennaoui Rang sechs in 4:16,70 min
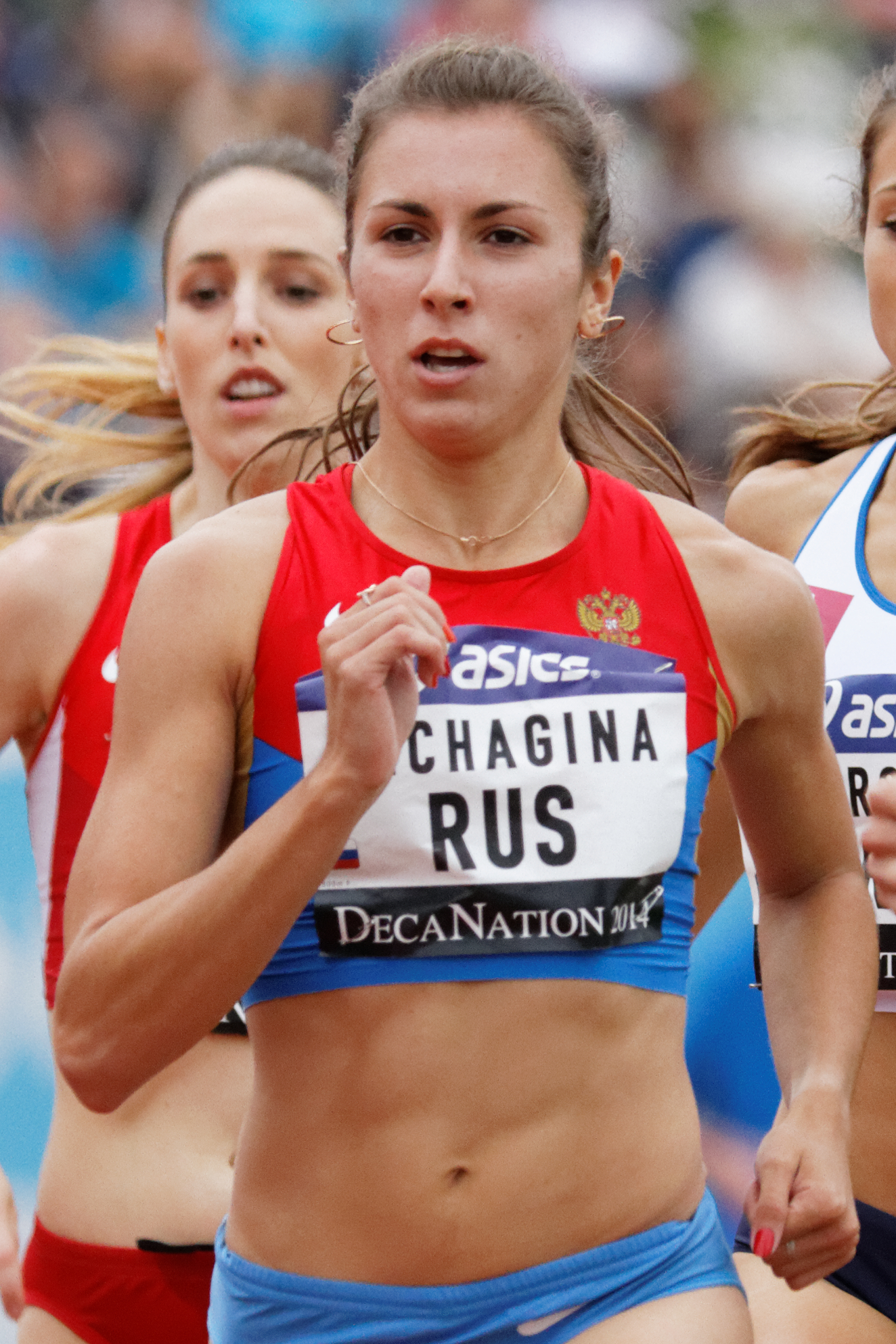
Anna Schtschagina Rang neun in 4:17,82 min
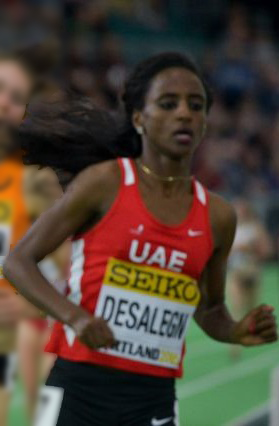
Betlhem Desalegn Rang zehn in 4:17,92 min
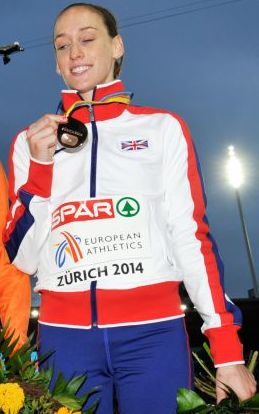
Laura Weightman, im Vorjahr EM-Dritte – zum Halbfinale nicht angetreten

### Lauf 2
23. August 2015, 20:56 Uhr Ortszeit (14:56 Uhr MESZ)
| Platz | Name               | Land           | Zeit (min) |
| ----- | ------------------ | -------------- | ---------- |
| 1     | Genzebe Dibaba     | Äthiopien      | 4:06,74    |
| 2     | Faith Kipyegon     | Kenia          | 4:06,88    |
| 3     | Laura Muir         | Großbritannien | 4:07,95    |
| 4     | Rababe Arafi       | Marokko        | 4:08,19    |
| 5     | Jennifer Simpson   | USA            | 4:08,20    |
| 6     | Tatjana Tomaschowa | Russland       | 4:08,72    |
| 7     | Angelika Cichocka  | Polen          | 4:09,19    |
| 8     | Lauren Johnson     | USA            | 4:10,01    |
| 9     | Maureen Koster     | Niederlande    | 4:10,95    |
| 10    | Amela Terzić       | Serbien        | 4:13,92    |
| 11    | Renata Pliś        | Polen          | 4:15,10    |
| 12    | Muriel Coneo       | Kolumbien      | 4:18,14    |

Im zweiten Halbfinale ausgeschiedene Läuferinnen:

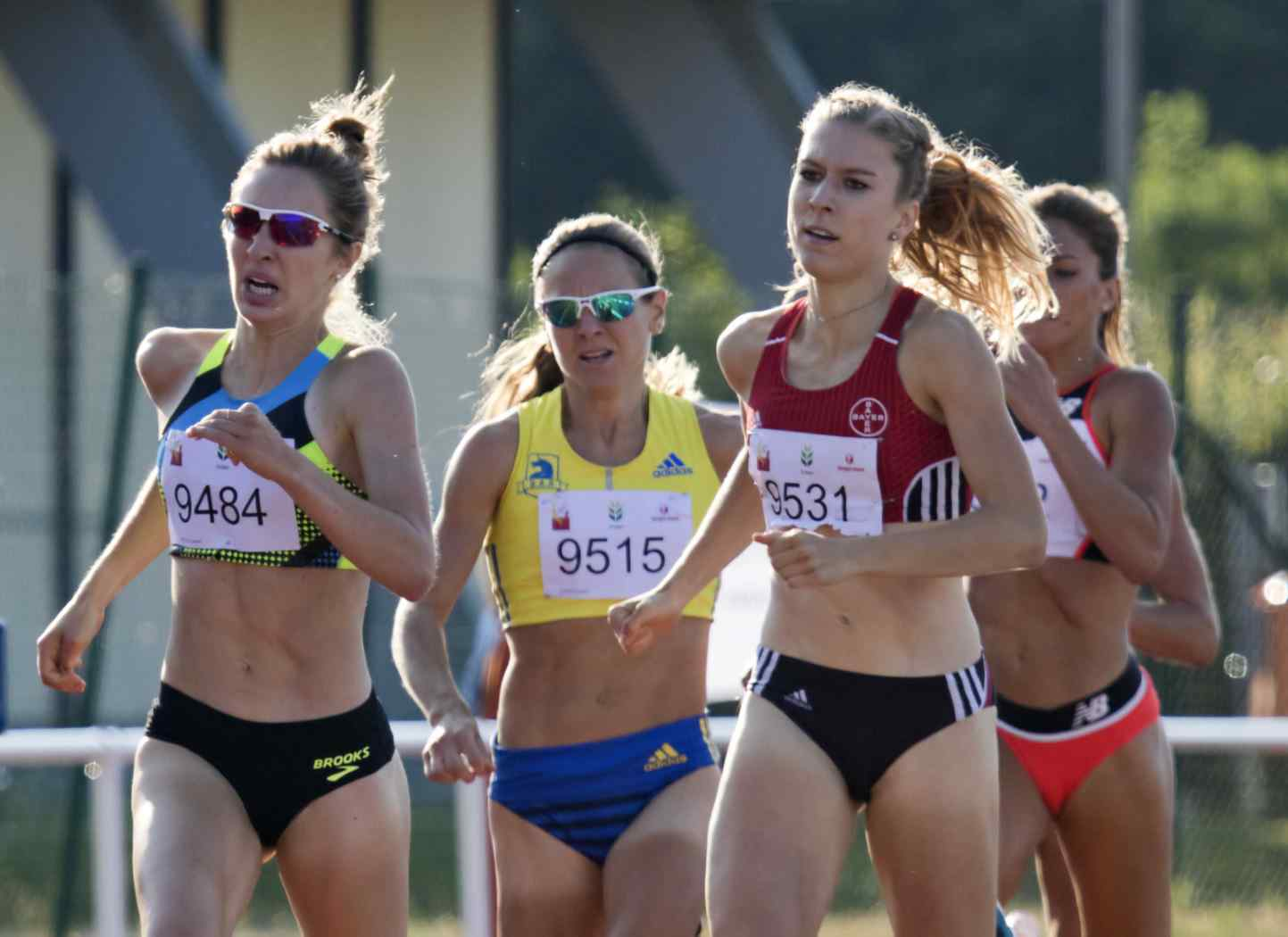
Lauren Johnson (Mitte) Rang acht in 4:10,01 min
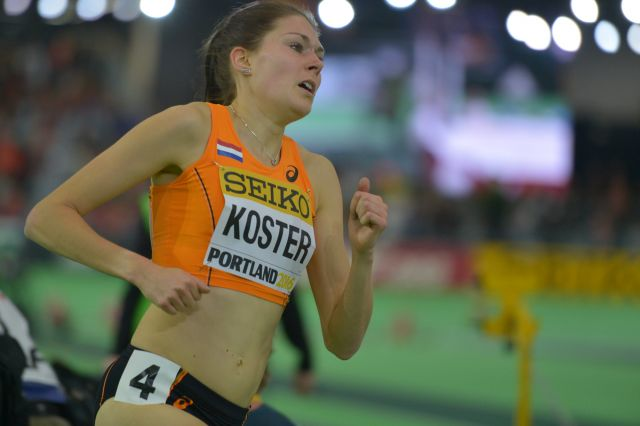
Maureen Koster Rang neun in 4:10,95 min
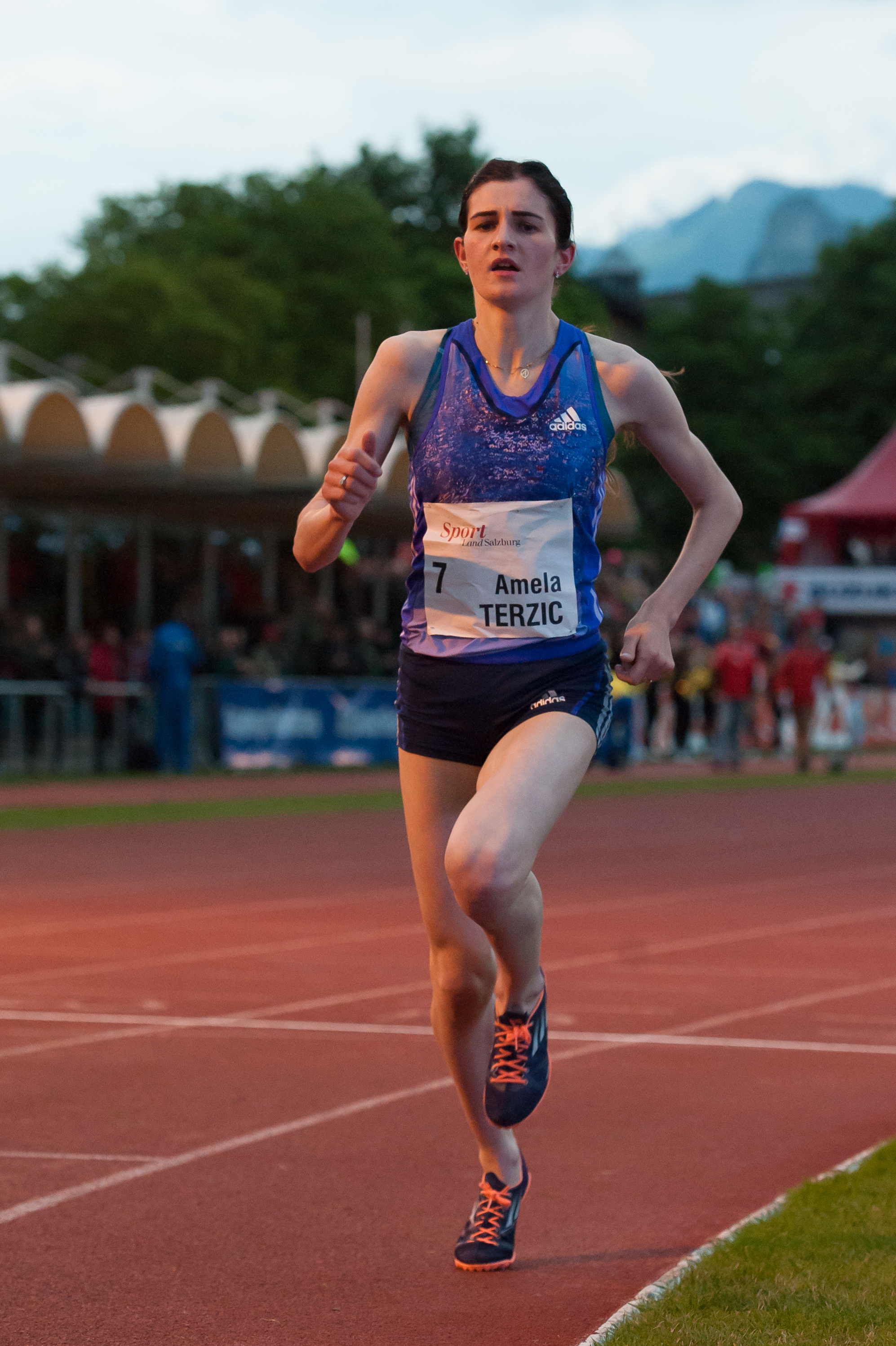
Amela Terzić Rang zehn in 4:13,92 min
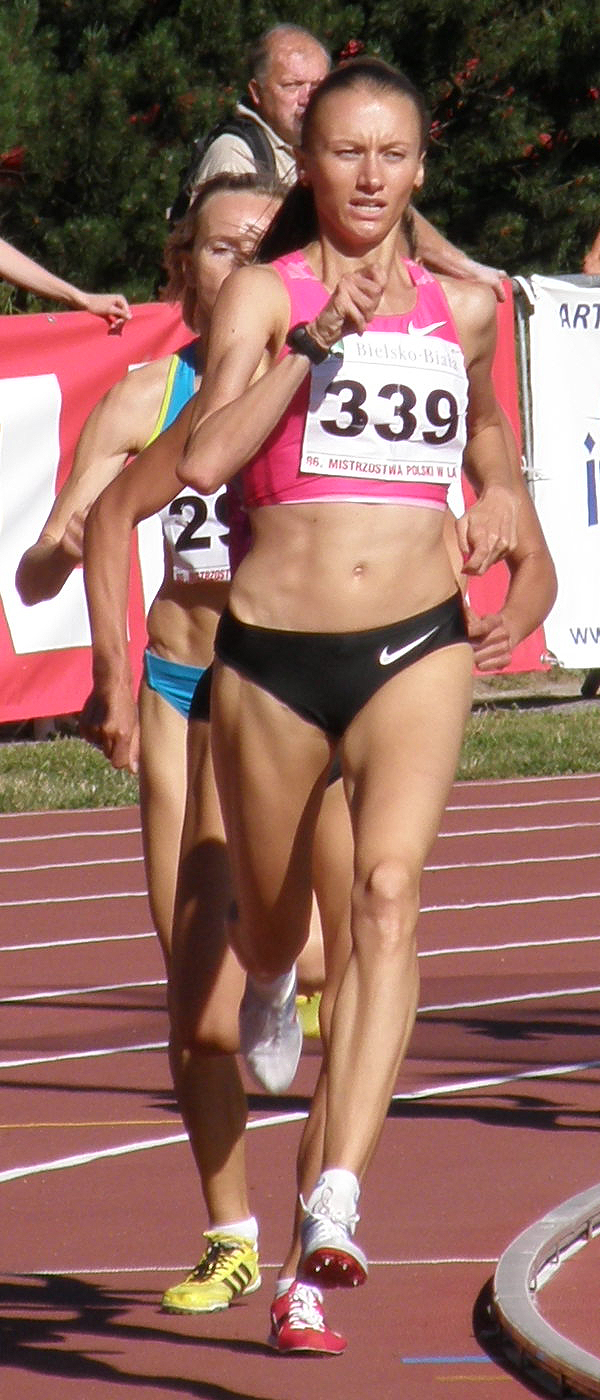
Renata Pliś Rang elf in 4:15,10 min
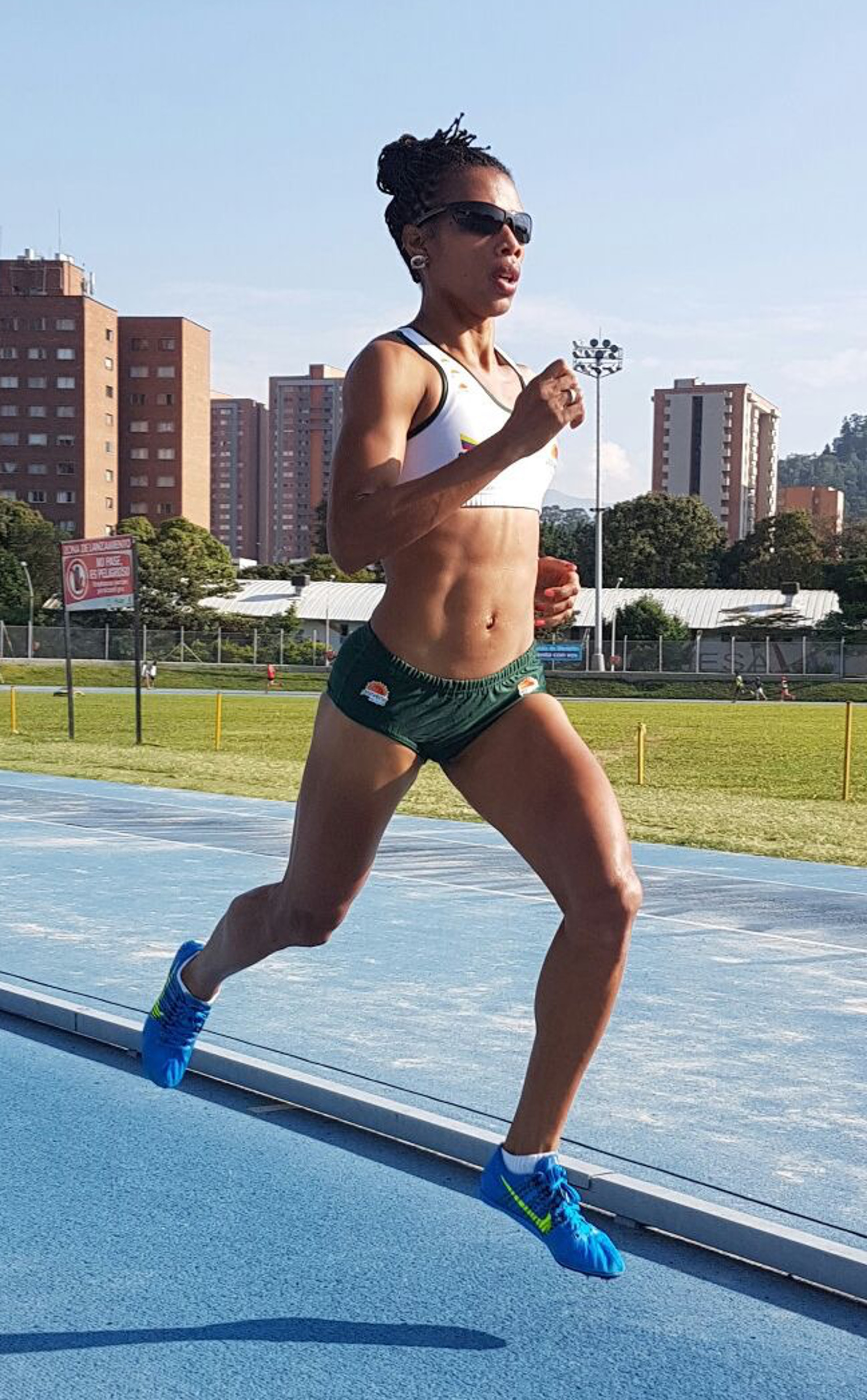
Muriel Coneo Rang zwölf in 4:18,14 min

## Finale
25. August 2015, 20:35 Uhr Ortszeit (14:35 Uhr MESZ)

Zu den Favoritinnen gehörten die für Schweden startende amtierende Weltmeisterin, Vizeeuropameisterin und Olympiadritte von 2012 Abeba Aregawi, die niederländische Europameisterin Sifan Hassan und die in dieser Saison überzeugende Äthiopierin Genzebe Dibaba – Fünfte bei den letzten Weltmeisterschaften. Sie hatte im Juli einen neuen Weltrekord aufgestellt. Im Halbfinale hatte sich auch die Kenianerin Faith Kipyegon stark präsentiert. Vizeweltmeisterin Jennifer Simpson aus den USA dagegen hatte nicht mehr das Leistungsniveau der WM von 2013.
In der Anfangsphase übernahmen die beiden US-Amerikanerinnen Simpson und Shannon Rowbury die Spitze. Das Tempo war nicht hoch – erste Runde: 1:17,05 min / zweite Runde: 1:12,60 min. So blieb das Feld in zwei oder teils auch drei Reihen laufend komplett zusammen. Nach siebenhundert Metern setzte sich Dibaba an die führende Position, das Rennen wurde nun deutlich schneller. Auf den zweiten Platz schob sich zunächst Aregawi, dann heftete sich Kipyegon an die Fersen der Spitzenreiterin. Das Feld riss nun weit auseinander. Zu Beginn der letzten vierhundert Meter konnte Aregawi dem Tempo nicht mehr folgen. Die dritte Runde wurde in 57,27 s gelaufen.
Hinter der immer mehr beschleunigenden Weltrekordlerin lagen Kipyegon, die Äthiopierin Dawit Seyaum und Hassan. Diese vier Läuferinnen setzten sich vom Rest des Feldes ab. In der Zielkurve verlor Kipyegon den Kontakt zu Dibaba. Hassan zog an der Kenianerin vorbei, während Seyaum abreißen lassen musste. Auf der Zielgeraden lief Genzebe Dibaba souverän zum Weltmeistertitel und ließ ihren Gegnerinnen keine Chance. Faith Kipyegon eroberte ihren zweiten Rang zurück, sie wurde Vizeweltmeisterin vor Sifan Hassan und Dawit Seyaum. Als Fünfte erreichte die Britin Laura Muir das Ziel vor Abeba Aregawi und Shannon Rowbury. Den achten Platz belegte die Polin Angelika Cichocka.

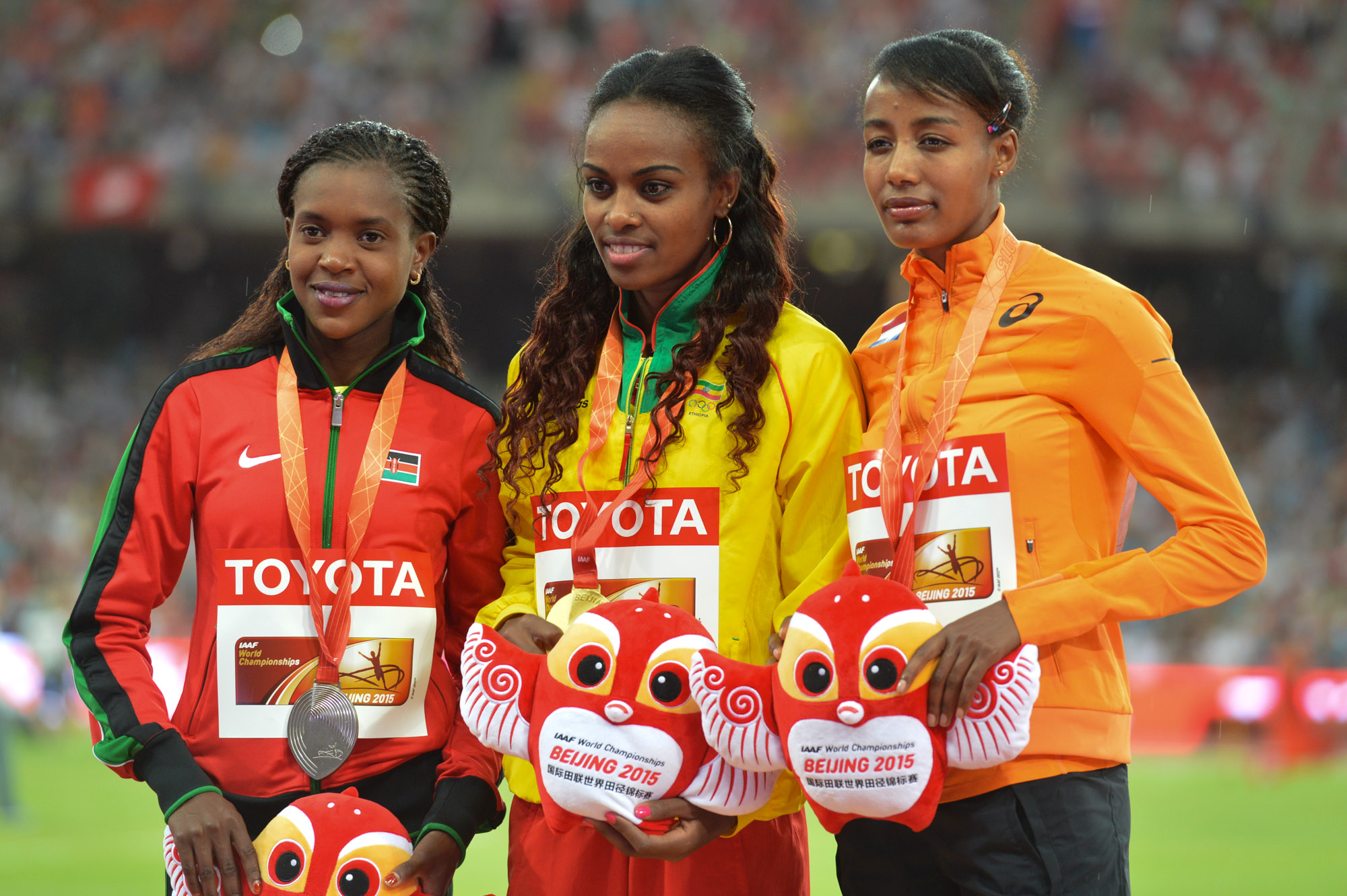
Die Medaillengewinnerinnen (v. l. n, r.): Faith Kipyegon, Genzebe Dibaba, Sifan Hassan

| Platz | Athletin           | Land           | Zeit (min) |
| ----- | ------------------ | -------------- | ---------- |
|       | Genzebe Dibaba     | Äthiopien      | 4:08,09    |
|       | Faith Kipyegon     | Kenia          | 4:08,96    |
|       | Sifan Hassan       | Niederlande    | 4:09,34    |
| 04    | Dawit Seyaum       | Äthiopien      | 4:10,26    |
| 05    | Laura Muir         | Großbritannien | 4:11,48    |
| 06    | Abeba Aregawi      | Schweden       | 4:12,16    |
| 07    | Shannon Rowbury    | USA            | 4:12,39    |
| 08    | Angelika Cichocka  | Polen          | 4:13,22    |
| 09    | Rababe Arafi       | Marokko        | 4:13,66    |
| 10    | Tatjana Tomaschowa | Russland       | 4:14,18    |
| 11    | Jennifer Simpson   | USA            | 4:16,28    |
| 12    | Malika Akkaoui     | Marokko        | 4:16,98    |

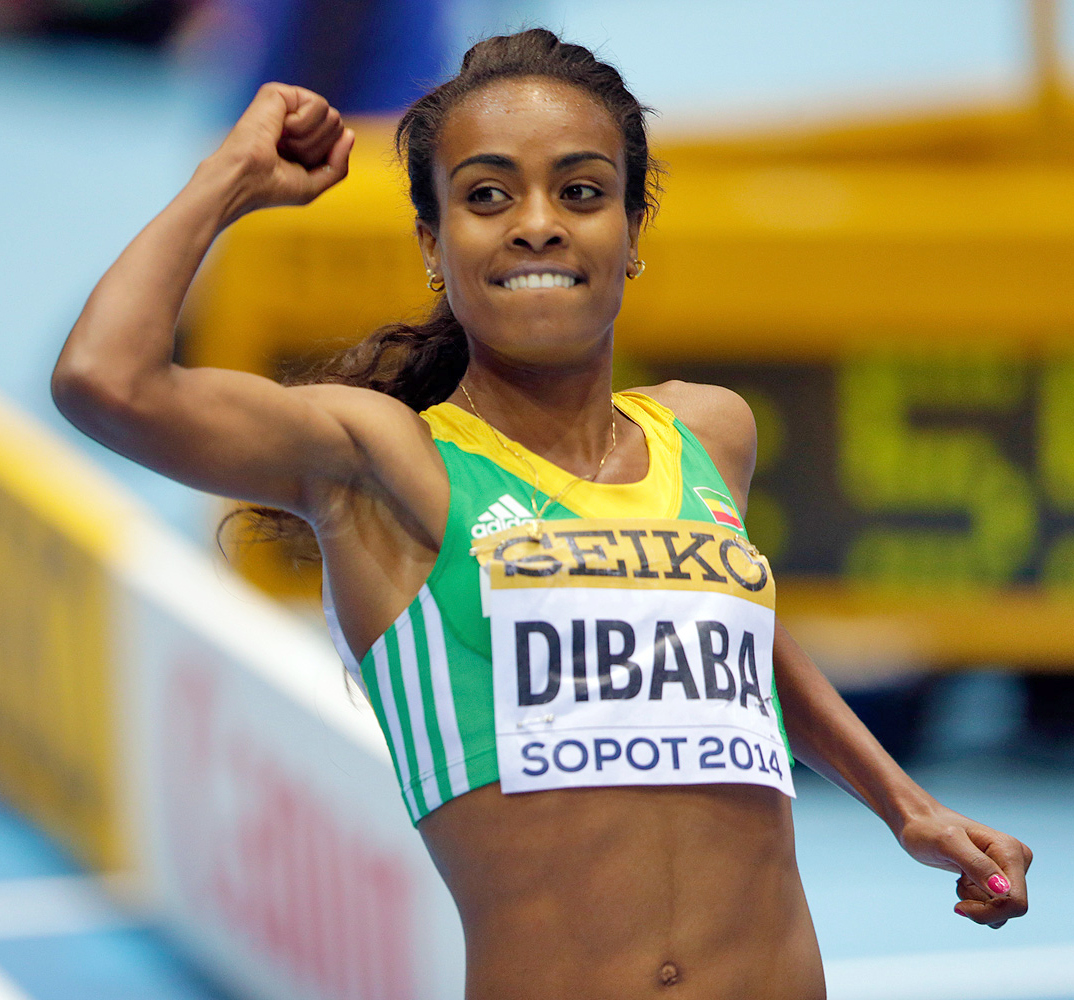
Weltmeisterin Genzebe Dibaba
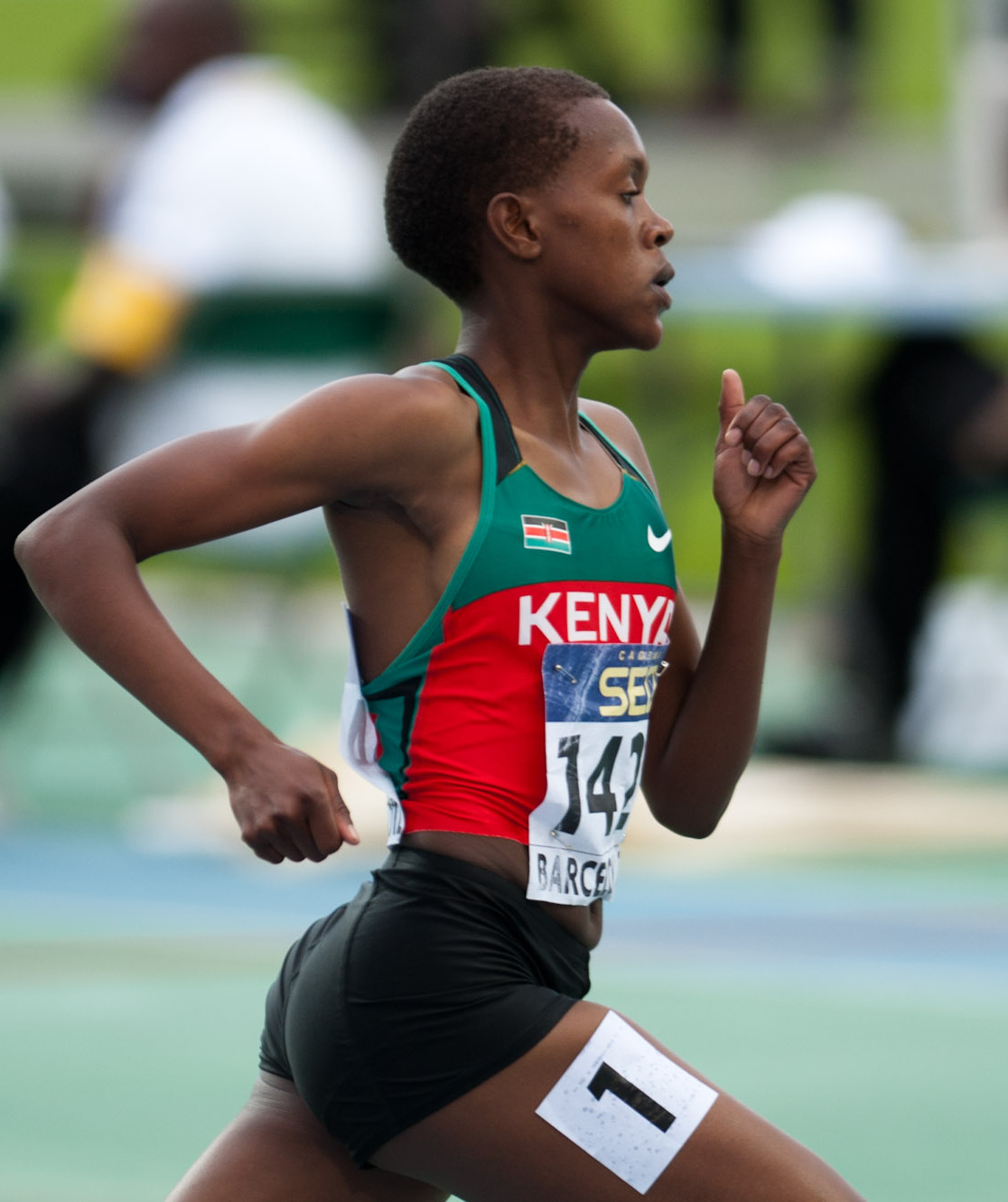
Vizeweltmeisterin Faith
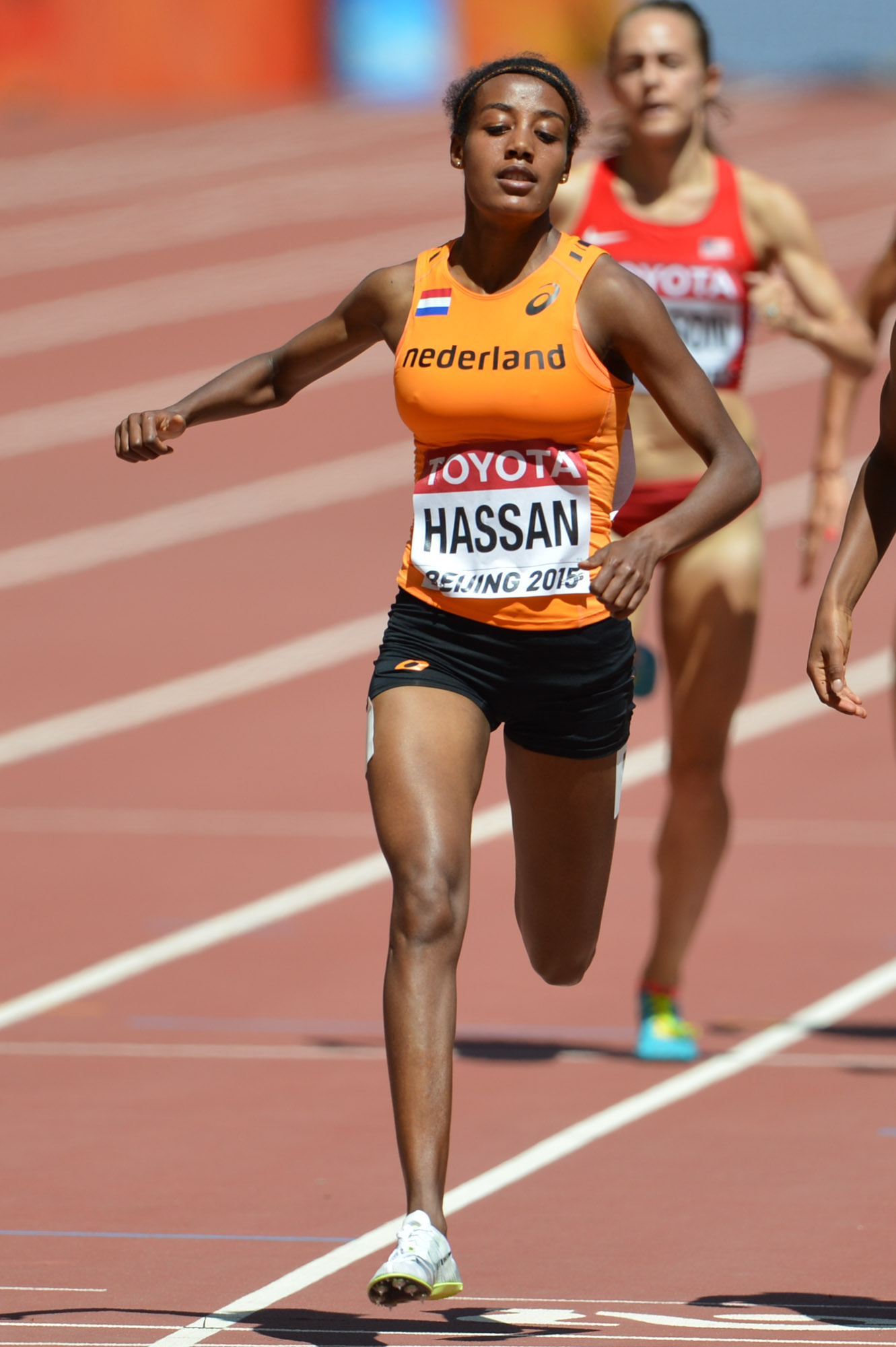
Bronzemedaillengewinnerin Sifan Hassan
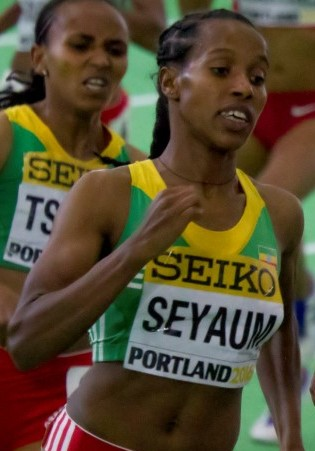
Dawit Seyaum belegte Rang vier
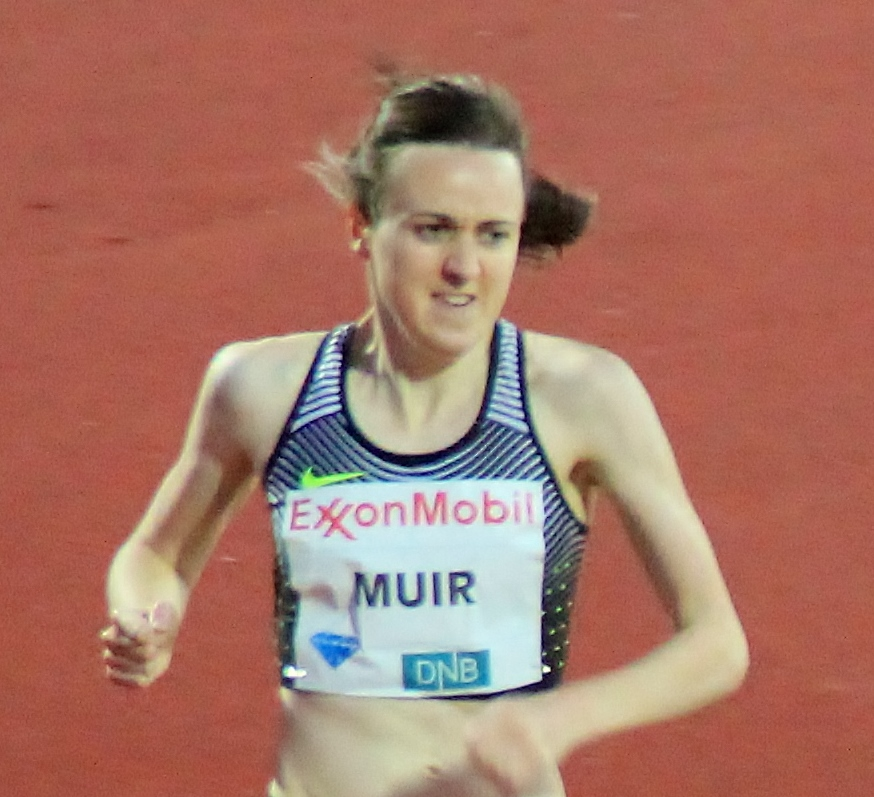
Laura Muir kam auf den fünften Platz
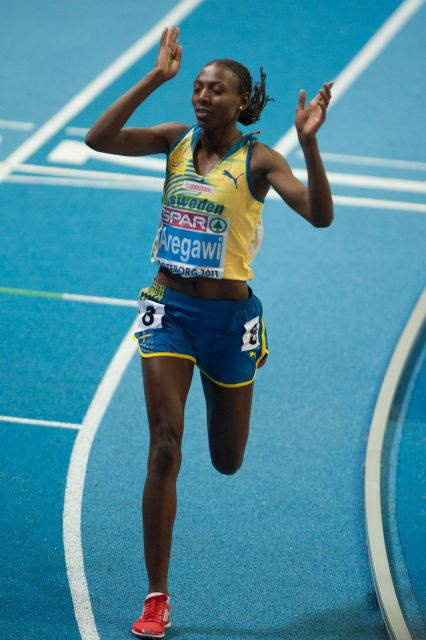
Abeba Aregawi erreichte Rang sechs
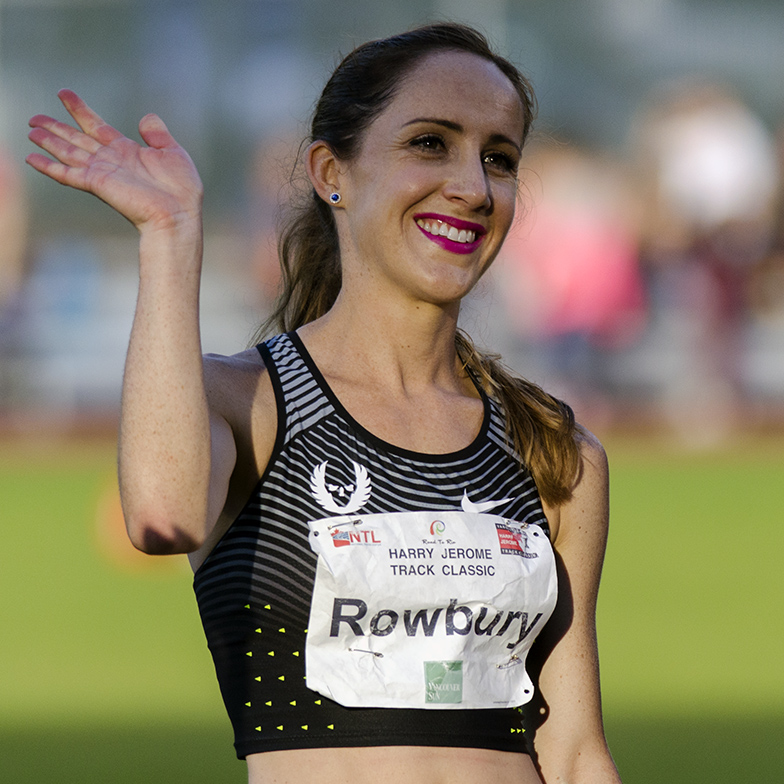
Rang sieben für Shannon Rowbury
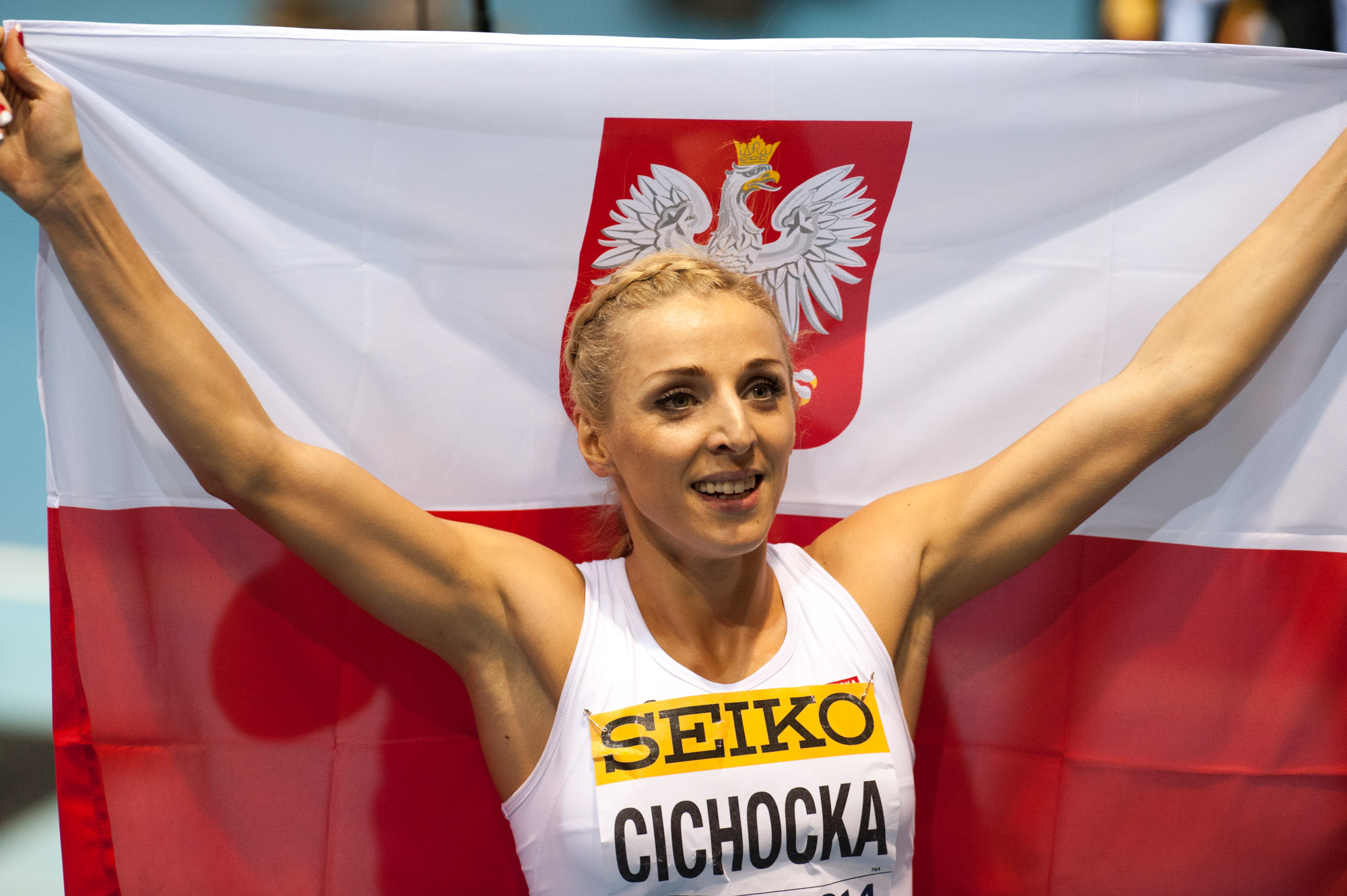
Angelika Cichocka belegte den achten Platz
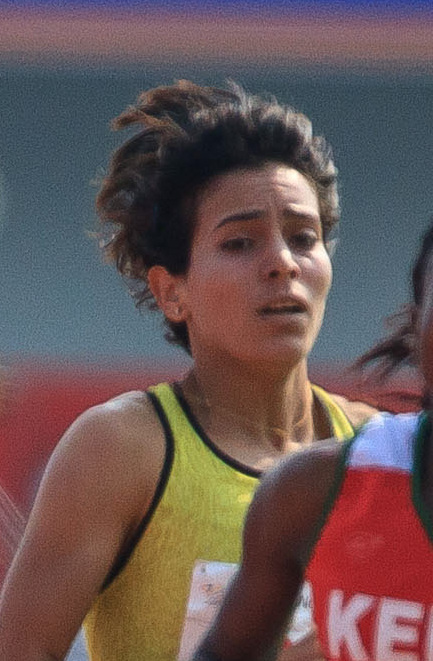
Rababe Arafi – später auch Vierte über 800 Meter – kam auf Rang neun
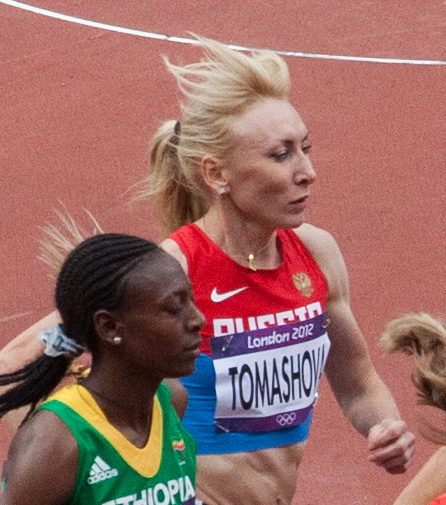
Tatjana Tomaschowa – Rang zehn
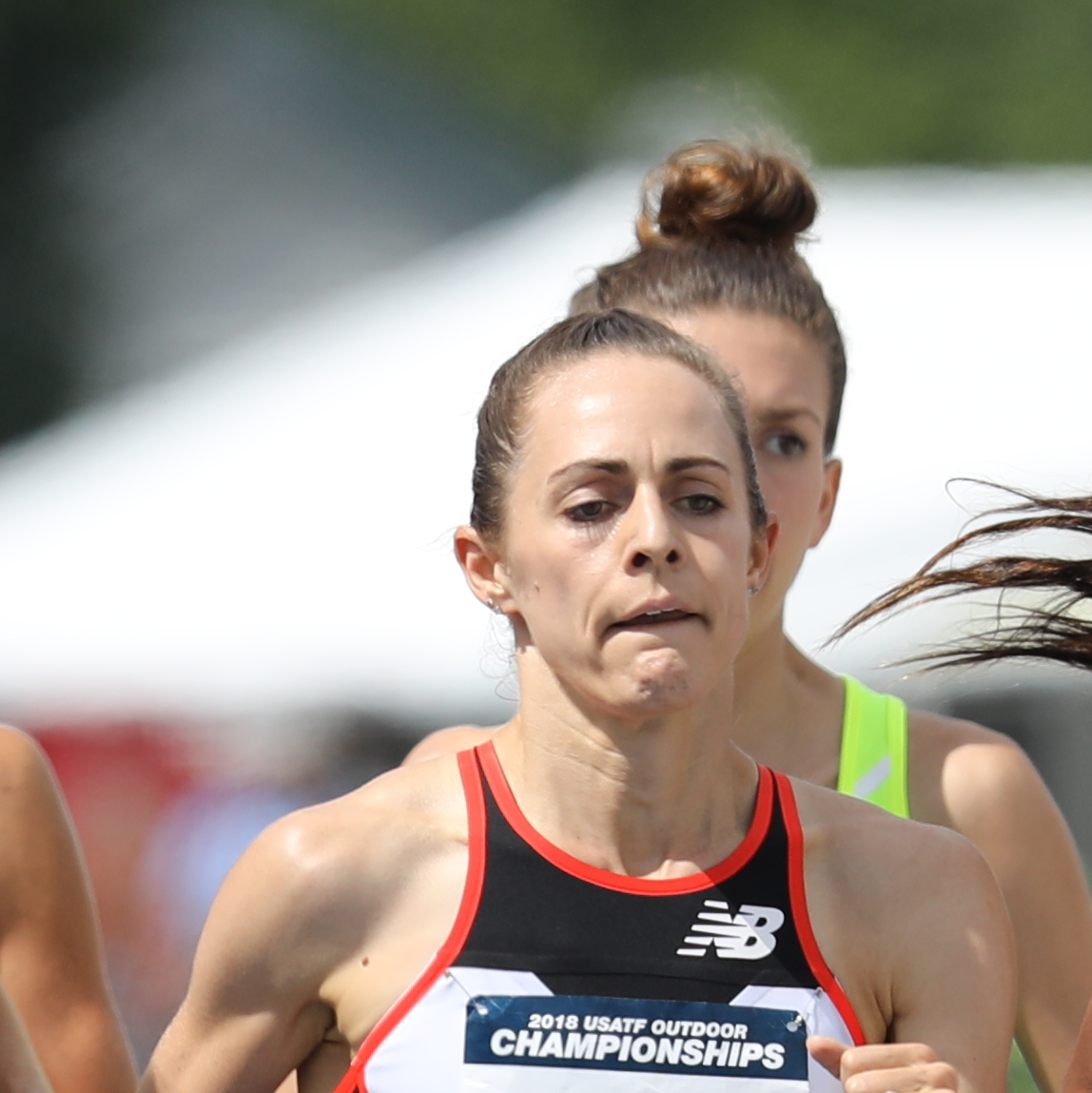
Jennifer Simpson wurde Elfte
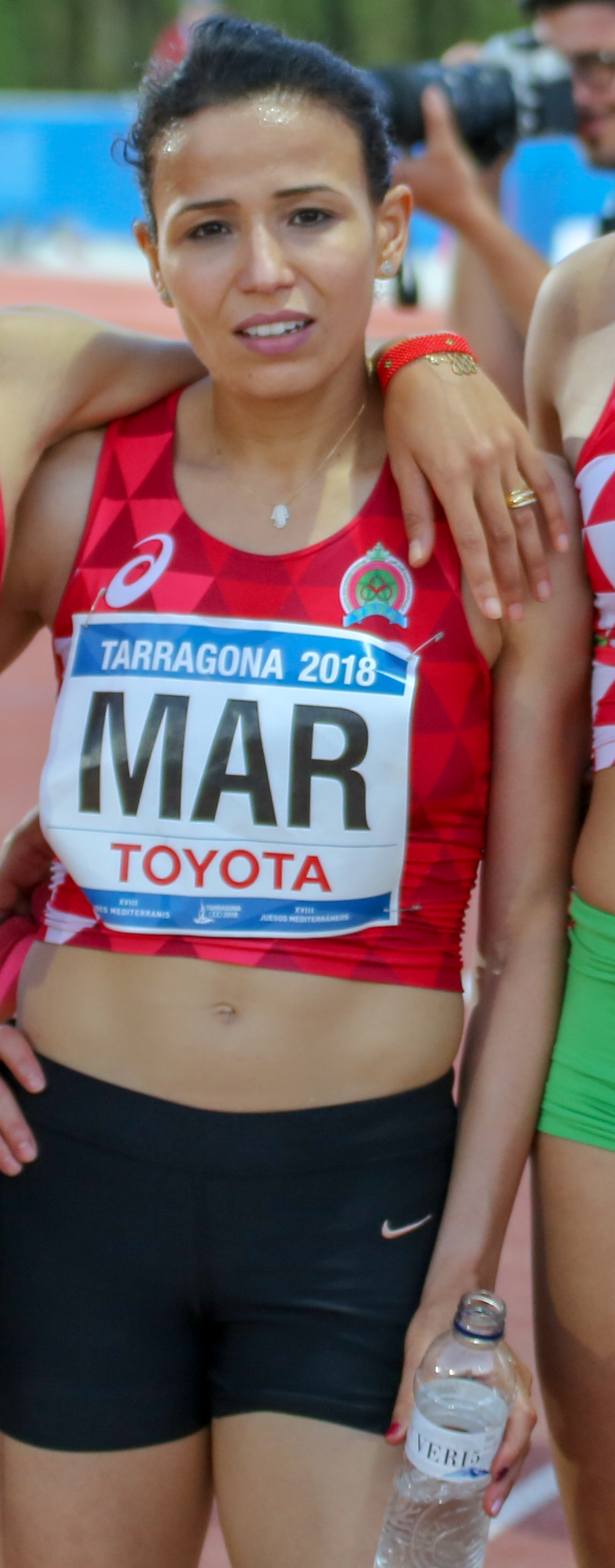
Malika Akkaoui belegte Rang zwölf

## Video
- 1500m women final IAAF World Athletics Championships 2015 Beijing, youtube.com, abgerufen am 6. November 2018